# Kitchen (Film)
Kitchen ist ein Experimentalfilm von Andy Warhol aus dem Jahr 1965 nach einem Skript von Ronald Tavel. Die Hauptrolle spielt Edie Sedgwick. Der 70-minütige Tonfilm wurde auf 16-mm-Schwarzweißmaterial gedreht. Die Premiere fand am 3. März 1966 in der Film-Makers’ Cinematheque in New York statt.

## Handlung
Die Kamera zeigt aus der Halbtotalen eine leere, weiße Küche mit einem Küchentisch. Dann ertönt aus dem Off ein Niesen, gefolgt von einer Frauenstimme (Sedgwick) die den Film ankündigt: „Reel one of Andy Warhol’s Kitchen. Starring Edie Sedgwick as Jo and Roger Trudeau as Mickey, special assistance Buddy Wirtschafter, scenario by Ronald Tavel, directed by Andy Warhol.“ Es folgen zwei weitere Nieser. Dann listet Sedgwick das Inventar der Küche auf: „Ein Küchentisch mit Stuhl … ein Spülbecken … ein Mülleimer [Niesen] … eine Mixmaschine …“
Schließlich beschreibt sie das restliche Inventar, das dem Zuschauer verborgen bleibt: „Eine Wand der Küche ist gekachelt und an der Wand hängt ein Kalender, der nicht wirklich ein Kalender ist, sondern die Kopie des Drehbuchs. Dann liegen verschiedene Gegenstände auf dem Tisch und dazwischen liegt eine weitere Kopie des Drehbuchs versteckt. Da ist ein großes Buch auf dem Tisch oder zwei oder drei Bücher und Kopien des Drehbuchs sind in den Büchern versteckt. Wenn die Darsteller ihren Text vergessen, [Niesen] können sie so tun, als ob sie in einem der Bücher lesen oder sie können zu dem Kalender an der Wand gehen und lesen, bis sie ihre Stelle gefunden haben und wenn sie wollen, können sie das Datum abreißen.“
Nun kommt Edie, bekleidet mit einem gestreiften T-Shirt, in die Küche. Sie trägt eine Tasche bei sich. Sie öffnet die Tasche, holt einen Make-up-Spiegel hervor und legt ihn auf den Tisch. René Ricard betritt die Szene und beginnt damit, Geschirr in der Spüle abzuwaschen, während er dem Zuschauer die meiste Zeit den Rücken zuwendet. Als Edie damit beginnt, ihr Make-up aufzutragen, kommt ein Fotograf (David McCabe) herein, fotografiert sie und geht wieder aus dem Bild. Dann hat Edie einen Hänger und erwartet mit ratlosem Gesichtsausdruck eine Regieanweisung aus dem Off. Nun kommt Roger Trudeau herein, küsst Edie auf den Nacken, niest, setzt sich an den Küchentisch und schaut ebenso ratlos drein wie Edie. Um Edie ein Stichwort zu geben, sagt Trudeau plötzlich „Mülleimer“. Edie fragt ihn, was er gesagt habe, und er wiederholt. Darauf sagt sie: „Mein Schatz, ich weiß, dass du Mülleimer gesagt hast, aber was soll ich damit tun?“ Trudeau antwortet: „Wühl darin herum …“, also geht Edie zum Mülleimer holt ein paar Kleidungsstücke heraus, legt sie kurz auf den Tisch und wirft sie dann wieder in den Mülleimer. Dazwischen niest sie mehrere Male.
Der Film läuft offensichtlich ohne Regie weiter. Irgendwann liegt Sedgwick auf dem Tisch und macht gymnastische Übungen mit den Beinen. Trudeau erzählt Edie, dass er nachmittags Sex unter der Dusche mit irgendjemandem gehabt habe, worauf Edie antwortet: „Wie nett…“
Dann schlägt Trudeau vor, diese Nacht zum Strand zu fahren, „wenn es dunkel ist und niemand in der Nähe …“ Edie schneidet ihm das Wort ab: „Du weisst wie sehr der Sand weh tut?“ An einer anderen Stelle des Films gibt Edie vor, sie wäre Trudeaus Mutter und verpasst ihm eine Tracht Prügel. Als Trudeau anfängt, einen Monolog über Secondhandkleider zu halten, steht Edie auf und schaltet die Mixmaschine an, wodurch der weitere Text durch das Dröhnen übertönt wird.
Die zweite Filmspule beginnt mit einem Blick auf das Set und die Darsteller, die sich gerade fertig machen; Edie studiert das Skript und legt es, für den Fall, dass sie es benötigt, in die Nähe des Herdes. Eine männliche Stimme (vermutlich Donald Lyons) erklingt aus dem Off: „Reel 2 of Andy Warhol's Kitchen starring Edie Sedgwick“, dann kündigt er die weiteren Akteure an, sowie den „technischen Assistenten“ Gerard Malanga. Der Film enthält nun Regieanweisungen.
Die Rührmaschine, die gleich zu Beginn läuft, wird irgendwann abgestellt, und Edie sagt: „Gott sei Dank ist das Geräusch von dieser grässlichen Maschine vorbei.“ Donald Lyons kommt mit einer Matratze in die Küche, begleitet von Electrah. Als ob sie erleichtert wäre, dass nun jemand gekommen ist, mit dem sie sich unterhalten kann, strahlt Edie regelrecht auf. Als Edie ihn fragt, ob Lyons einen Kaffee möchte, antwortet er: „Ich mag meinen Kaffee süß und schwarz, wie meine Männer,“ und Trudeau hakt ein, „so, du magst deine Männer also schwarz …“ Donald antwortet: „weiß, grün, lila…ich erzähle dir was über fabelhafte mexikanische…“
Während sie den anderen Darstellern eine Schichttorte anbietet, verschüttet Edie den Kaffee über den Tisch, worauf Donald bemerkt: „Das ist wie die Geschichte meines Lebens – eine bedeutungslose Schicht nach der anderen.“ Edie beginnt zu weinen und sagt: „Das ist es! Ich habe keine eigene Schicht.“ Trudeau versucht sie aufzumuntern, indem er ihr erzählt, dass sie ein wirklich attraktives Mädchen ist, worauf Edie antwortet: „Attraktiv! Wie kann ein Mädchen mit zwei Köpfen attraktiv sein?“ Donald meint, „mein Liebes, deine beiden Köpfe sind sehr attraktiv,“ worauf sie Donald von seinem Stuhl schubst und Electrah anschreit: „Stehst du drauf, mit Krüppeln zu schlafen?“
Kaugummi kauend und herumzappelnd, steigert sich Electrah in einen Monolog darüber, was Trudeau und Edie „im Dunkeln“ treiben, und an Edie gerichtet: „Er macht schmutzige Sachen zwischen deinen Beinen.“ Edie und Donald ignorieren sie mit deutlichem Schweigen, schließlich unterbricht Edie Electrahs Monolog mit den Worten: „Könnte mal jemand die Mixmaschine anschalten?“ und zu Donald: „Über was zur Hölle redet sie?“
Gegen Ende wird der Film immer richtungsloser, schließlich verbrennt sich Edie die Hand am Herd und man diskutiert, ob man Butter oder Salz auf die Verbrennung tun soll. Als die Darsteller glauben, nicht mehr gefilmt zu werden, machen sie keinerlei Anstrengungen mehr zu agieren, schließlich wandert Gerard Malanga durch das Bild, holt sich ein Erfrischungsgetränk aus dem Kühlschrank und der Film endet.

## Kritiken
Die ausführlichste Rezension stammt von Norman Mailer:

„Ich denke Warhols Filme sind historische Dokumente. In einhundert Jahren wird man sich Kitchen anschauen und das unglaublich enge Set sehen, das tatsächlich eine Küche war, mag sein, dass sie 2,4 Meter breit war, mag sein, dass es nur 1,8 Meter waren. Es wurde aus einer Halbtotalen fotografiert und wirkte enger […] Man sieht nichts außer dem Küchentisch, dem Kühlschrank, dem Herd und den Schauspielern. Der Kühlschrank brummte und dröhnte auf der Tonspur. Edie hatte diesen Schnupfen. Sie hatte eine furchtbare Erkältung. Sie hatte eine dieser Erkältungen, die man im Winter in ungeheizten Wohnungen bekommt. Die Dialoge waren dumpf und prallten von den Kacheln und Plastikoberflächen ab. Das anzuschauen war ein Horror. Es erfasste im Wesentlichen den todlangweiligsten Tag, den man je in einer Stadt erlebt hat, in einer Zeit, als alles mit dem Geruch feuchter Waschlappen und alter Abflüsse durchzogen war. Ich befürchte, dass in einhundert Jahren Leute Kitchen anschauen und sagen: ‚Ja, so war das in den späten Fünfzigern und frühen Sechzigern in Amerika. Deshalb hatten sie diesen Krieg in Vietnam. Deshalb wurden die Flüsse verschmutzt. Deshalb war da eine typologische Schwemme. Das war, als der Horror niederkam. Als sich die Seuche auf den Weg machte.‘ Kitchen zeigt das besser als irgendein anderes Werk aus der Zeit.“

## Hintergrund
Andy Warhol wollte einen Film machen, der seine Neuentdeckung Edie Sedgwick als Factory-Superstar „ganz groß rausbringen“ würde und sprach mit dem Autor Ronald Tavel über ein geeignetes, möglichst einfaches Drehbuch. „Irgendetwas in einer Küche. Weiß und sauber und alles aus Plastik,“ so Warhol. Tavel fragte, ob er eine Handlung haben möchte, worauf Warhol entgegnete: „Ich will eine Situation.“
Tavel ging indes noch einen Schritt weiter und verzichtete nicht nur auf die Handlung, sondern gab allen Rollen, die in dem Szenario vorkamen, denselben Namen. So mussten die Schauspieler zwangsläufig durcheinander kommen, da niemand wusste, welche Textstelle für wen bestimmt war.
Kitchen wurde Ende Mai/Anfang Juni 1965 in der Küche der New Yorker Dachgeschosswohnung von Bud Wirtschafter, einem Filmtechniker, der an frühen Warhol-Produktionen mitwirkte, gedreht. „Die Dreharbeiten waren chaotisch,“ erinnerte sich Tavel, „der Film wurde von Edies Begleiter und selbsternannten Manager Chuck Wein sabotiert, weil dieser selbst das Drehbuch schreiben und Regie führen wollte. Chuck erzählte Edie, dass es ‚altmodisch‘ wäre, Texte zu lernen, und dass sie einfach nur vor die Kamera laufen und improvisieren und sagen soll, was immer sie will. Außerdem sorgte Chuck dafür, dass Edie bei den Dreharbeiten so mit Alkohol und Drogen vollgepumpt war, dass sie nicht fähig war, das Skript umzusetzen.“ So kam es, dass Edie am Aufnahmetag verkündete, sie habe keine Ahnung worum es überhaupt geht. Tavel entgegnete ihr, dass es um „nichts“ ginge, worauf sich Edie beschwerte, was das soll, ihr zu sagen, dass es „um nichts“ geht. Schließlich einigte sich Tavel mit ihr darauf, dass sie einfach niesen soll, wenn sie nicht weiter weiß. So wurde das Niesen zu einem gewissen Running Gag des Films.
Der Film hatte am 3. März 1966 in der New Yorker Film-Makers’ Cinematheque Premiere. In Westdeutschland wurde Kitchen erstmals am 1. Juni 1971 im Hessischen Fernsehprogramm ausgestrahlt.